# José Artur
Pour les articles homonymes, voir Artur.
Ne doit pas être confondu avec Joseph Charles Arthur, Joseph Arthur ou Joseph Arthur de Gobineau.
José Artur, né le 20 mai 1927 à Saint-Germain-en-Laye et mort le 24 janvier 2015 à Paris 18e,,, est un comédien et un homme de radio français, créateur et animateur de l'émission Le Pop-Club.

## Biographie

### Famille et études
José Artur naît dans une famille, d'origine bretonne catholique, de huit enfants. Son grand-père, Auguste Artur, a présidé la chambre de commerce de Morlaix. Son père Jules Artur (1890-1980), commissaire de la Marine à partir de 1911 puis secrétaire général de l'Union syndicale des tissus, des matières premières et de l'habillement à partir de la seconde moitié des années 1920, était maurrassien, militant du corporatisme chrétien et catholique traditionaliste. 
Élève doué mais rebelle à toute discipline, José fait ses études secondaires dans différentes écoles catholiques.

### Carrière
À 17 ans, grâce au comédien François Périer, dont il devient le secrétaire particulier et l'ami, il entre dans le milieu du spectacle. À 19 ans, il incarne un garçon exalté dans Le Père tranquille, un film de René Clément. Deux ans plus tard, il joue au théâtre dans Le Voleur d'enfants de Jules Supervielle, dans une mise en scène de Raymond Rouleau. Sa carrière au théâtre, notamment aux côtés de son ami le comédien et metteur en scène Pierre Brasseur, dure une dizaine d'années, jusqu'en 1959. Il assurera par la suite quelques contributions de courtoisie pour quelques amis cinéastes.
Au début des années 1960, José Artur débute à la radio, à France Inter, dans la tranche matinale et dans une émission pour les jeunes, Table ouverte. En février 1964, on lui confie la direction artistique des croisières sur le paquebot France. Mais sa véritable notoriété lui vient lorsqu'il présente, à partir du 4 octobre 1965, le Pop-Club, une émission devenue culte, que France Inter n'interrompra que quarante ans plus tard (en 2005). José Artur y inaugure un ton nouveau, élégant et disert, maniant l'humour et l'acuité critique. Artistes, écrivains, hommes politiques s'y croisent, donnant à ces décennies une série de chroniques. José Artur allie commentaires, interviews, humour, rythme et musique, et n'hésite pas à se livrer à quelques excentricités, comme renvoyer un interprète en cours d'interview, ou faire les questions et les réponses si son invité est absent. Ce ton désinvolte, sa légèreté, cet air de ne rien prendre au sérieux, « ses mots trempés dans le cyanure » selon Pierre Perret, qui cachent beaucoup de trac, lui valent beaucoup de lettres d'injures. Avec la programmation de Patrice Blanc-Francard et de Pierre Lattès, à partir de minuit, la musique, le rock et le jazz tiennent aussi au Pop-Club une grande place. Le disque pop de la semaine (en ouverture de l'émission) donne le ton.

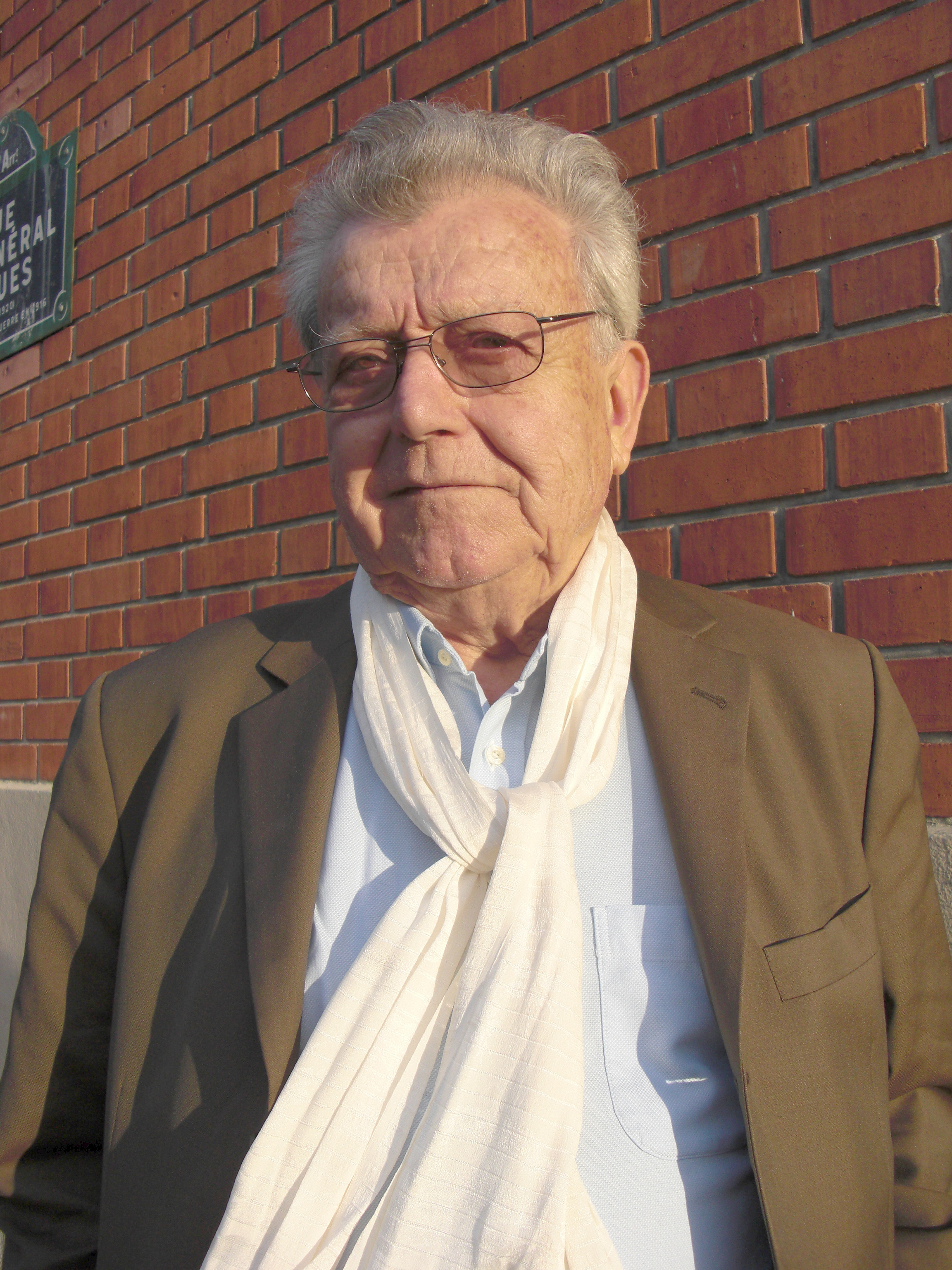
José Artur en 2008.

José Artur anime aussi quelques autres émissions de radio pour France Inter et, pour la télévision, des programmes consacrés à l'actualité théâtrale : Qu'il est doux de ne rien faire… quand tout s'agite autour de vous, Flirtissimo, Avec ou sans sucre, Table ouverte, Au niveau du vécu, À qui ai-je l'honneur ?,  C'est pas dramatique, de 1996 à 2007, consacrée à l'actualité théâtrale,  Inoxydable de 2006 à 2007. En 2008, dans C'est pas croyable avec Stéphane Bern, José Artur évoque ses souvenirs d'homme de radio. Il est cité dans l'album de bandes dessinées des aventures de Michel Vaillant, Route de Nuit de Jean Graton, en 1962 : « Ici José Arthur [sic] qui vous parlait depuis le bar de l'Escale, près des Champs-Élysées… ».

### Mort

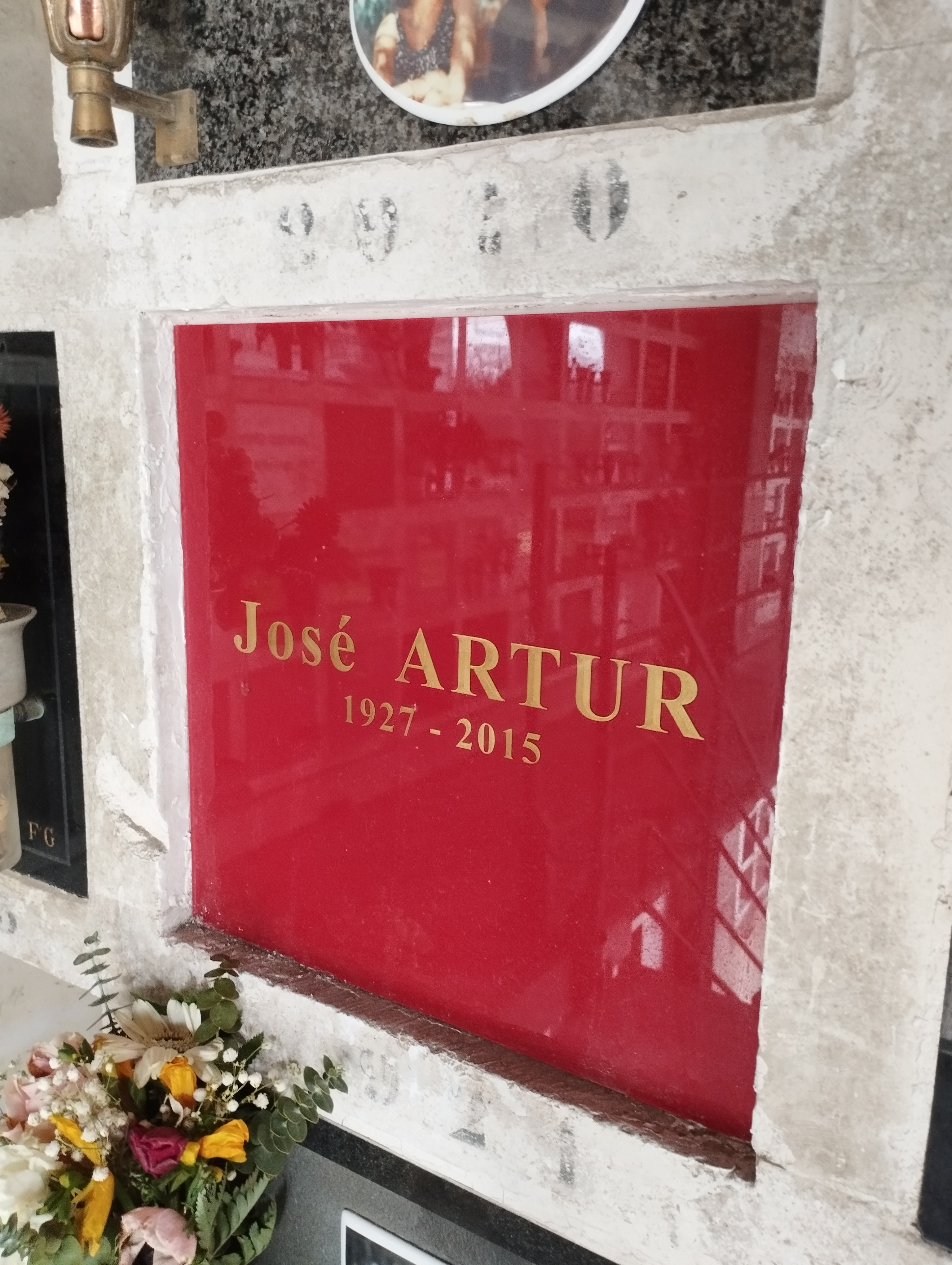
Plaque funéraire de José Artur au cimetière du Père-Lachaise (division 87, columbarium, case no 2920).

À la suite d'un accident vasculaire cérébral, José Artur meurt le 24 janvier 2015. Il fait don de son corps à la science et ses cendres sont inhumées sous la plaque no 2920 du columbarium du cimetière du Père-Lachaise (division 87), restée anonyme pendant quelques années.
Au début de l'année 2020, sa famille ainsi que celle de la comédienne Micheline Dax ayant également fait don de son corps à la science, portent plainte pour « atteinte à l’intégrité d’un cadavre », impliquant un service de l'université Paris-Descartes.

## Vie personnelle
José Artur est le père de la comédienne Sophie Artur, née en 1957 de son union avec Colette Castel, et de l'animateur de radio et de télévision David Artur, né en 1972 à Neuilly-sur-Seine d'un second mariage. Durant vingt-sept ans, il partagea la vie de l'artiste-peintre-graveuse Patricia Righetti.

## Bilan artistique et médiatique

### Publications
[réf. incomplète]
- Dictionnaire de pensées humoristiques : adages, aphorismes, apophtegmes, dictons, épigraphes, maximes, pensées, préceptes, proverbes, réflexion, répliques, sentences et autres insolences, avec André Forestier, Le Cherche Midi, 2013  (ISBN 978-2-7491-2007-2)
- J'ose en rire !, Le Cherche midi, 2011
- Impertinences, insolences, vacheries, et autres traits d'esprit (avec Claude Villers), Pré aux clercs, 2006  (ISBN 978-2-84228-250-9)
- Fouquet's, Légende du siècle, (préface d'Erik Orsenna), Le Cherche Midi, 1999
- Au plaisir des autres, Michel Lafon, 1999  (ISBN 978-2-74991-042-0)
- Parlons de moi y'a que ça qui m'intéresse, Éditions Robert Laffont, 1988  (ISBN 978-2-221-05580-9)
- Micro de nuit, Stock, 1974
- Le vin à travers la peinture (avec Hervé Chavette)
- Sketches en stock
- Un jeune homme rangé, de Tristan Bernard, préface
- La Double vie, mémoires
- Quel farceur mon neveu

### Acteur

#### Théâtre
- 1948 : Le Voleur d'enfants de Jules Supervielle, mise en scène Raymond Rouleau, Théâtre de l'Œuvre
- 1949 : Sébastien d'Henri Troyat, mise en scène Alfred Pasquali, Théâtre des Bouffes Parisiens
- 1950 : Victor de Henry Bernstein, mise en scène de l'auteur, Théâtre des Ambassadeurs
- 1952 : Bobosse d'André Roussin, mise en scène de l'auteur, Théâtre des Célestins
- 1954 : Faites-moi confiance de Michel Duran, mise en scène Jean Meyer, Théâtre du Gymnase
- 1955 : Kean de Jean-Paul Sartre d'après Alexandre Dumas, mise en scène Pierre Brasseur, Théâtre des Célestins
- 1957 : Bobosse d'André Roussin, mise en scène de l'auteur, Théâtre de la Michodière
- 1958 : L'Enfant du dimanche de Pierre Brasseur, mise en scène Pierre Valde, Théâtre Édouard VII
- 1959 : L'Enfant du dimanche de Pierre Brasseur, mise en scène Pierre Valde, Théâtre de Paris

#### Cinéma
- 1946 : Le Père tranquille de René Clément : Pierre Martin
- 1946 : Les gosses mènent l'enquête de Maurice Labro : Luxeuil
- 1949 : Marlène de Pierre de Hérain : La Puce
- 1969 : Z de Costa-Gavras
- 1973 : Bel Ordure de Jean Marbœuf : le commissaire
- 1973 : Un officier de police sans importance de Jean Larriaga : l'avocat
- 1973 : La Main à couper d'Étienne Périer : l'antiquaire
- 1975 : Monsieur Balboss de Jean Marbœuf : le prêtre
- 1979 : Rien ne va plus de Jean-Michel Ribes : le présentateur
- 1982 : Deux heures moins le quart avant Jésus-Christ de Jean Yanne : Reginus
- 1982 : Le Grain de sable de Pomme Meffre : Lucien Pommier
- 1986 : La Dernière Image de Mohammed Lakhdar-Hamina : Forrestier
- 1986 : Cinématon #739 de Gérard Courant : lui-même
- 1990 : Il y a des jours... et des lunes de Claude Lelouch : l'agent artistique
- 1993 : Point d'orgue de Paul Vecchiali
- 1994 : Tombés du ciel de Philippe Lioret : l'éditeur
- 2004 : Le Roi Artur et son Pop-Club de Gérard Courant : lui-même

### Discographie
- Le Manteau de l'oiseau bleu, d'Armand Lanoux, voix
- Les Musiciens de Brême, voix
- Le Petit Poucet, voix

### Émissions de radio
- Nibdeblair Cheveu et Cie, émission radiophonique  de Guy Bertret et Jacques Ledrain, diffusée sur la station Radio-Luxembourg vers la fin des années 50.
- Table ouverte, sur France Inter au début des années soixante
- Le Pop-Club, de 1965 à 2005
- Qu'il est doux de ne rien faire quand tout s'agite autour de vous, de 1970 à 1973
- Flirtissimo
- Avec ou sans sucre
- À qui ai-je l'honneur ?,de 1983 à 1987
- Table ouverte
- Au niveau du vécu
- C'est pas dramatique, de 1997 à 2006
- Inoxydable, de septembre 2006 à juin 2007
- C'est pas croyable, avec Stéphane Bern
- Le Fou du roi, avec Stéphane Bern

### Télévision
- 1968 : Les Tremplins de l'été
- 1971 : Grand Amphi de Jacques Chancel : le grand bluff
- 1990 : Deux flics à Belleville, téléfilm de Sylvain Madigan : Julien

## Distinctions
- Commandeur de l'ordre des Arts et des Lettres[16]
- Membre de l'Académie Alphonse-Allais.